# Schéma de Jakobson
Pour les articles homonymes, voir Jacobson.
Le schéma de Jakobson est un modèle décrivant les différentes fonctions du langage. Il a été développé à la suite des études de Karl Bühler, dont le modèle se limitait aux fonctions émotive (expressive), conative (relative au récepteur) et référentielle (le monde extérieur).

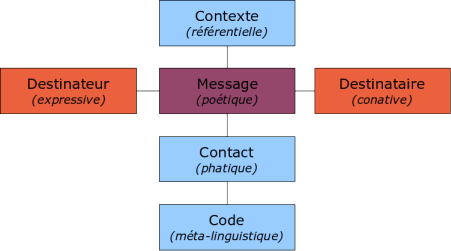
Schéma de la communication verbale, d'après Jakobson. À chacun des six facteurs inaliénables de la communication correspond une des six fonctions du langage (entre parenthèses).

## Cadre de l'échange linguistique
D'après Roman Jakobson, « le langage doit être étudié dans toutes ses fonctions ». C'est-à-dire que le linguiste doit s'attacher à comprendre à quoi sert le langage, et s'il sert à plusieurs choses. « Pour donner une idée de ses fonctions, un aperçu sommaire portant sur les facteurs constitutifs de tout procès linguistique, de tout acte de communication verbale, est nécessaire ». Les voici :
- Le message lui-même ;
- « Le destinateur envoie un message au destinataire » ;
- Le destinataire est censé recevoir le message ;
- « Pour être opérant, le message requiert d'abord un contexte auquel il renvoie (c'est ce qu'on appelle aussi, dans une terminologie quelque peu ambiguë, le « référent »[2]), contexte saisissable par le destinataire[3], et qui est soit verbal, soit susceptible d'être verbalisé » ;
- « le message requiert un code, commun, en tout ou au moins en partie, au destinateur et au destinataire (ou, en d'autres termes, à l'encodeur et au décodeur du message) » ;
- « le message requiert un contact, un canal physique et une connexion psychologique entre le destinateur et le destinataire, contact qui leur permet d'établir et de maintenir la communication ».

Les six fonctions de la communication telles que les identifie Roman Jakobson sont chacune liées à un de ces éléments.
Les fonctions du langage sont les suivantes :
- fonction expressive (expression des sentiments du locuteur)
- fonction conative (fonction relative au récepteur)
- fonction phatique (mise en place et maintien de la communication)
- fonction métalinguistique (le code lui-même devient objet du message)
- fonction référentielle (le message renvoie au monde extérieur)
- fonction poétique (la forme du texte devient l'essentiel du message)

Il considère d'ailleurs que ces fonctions « ne s'excluent pas les unes les autres, mais que souvent elles se superposent ». Le langage peut ainsi servir à plusieurs choses à la fois : maintenir le contact (fonction phatique) tout en prenant pour objet le code du message (fonction métalinguistique), par exemple, dans « as-tu compris ce que je t'ai dit ? ».

### La fonction expressive
Il s'agit de la fonction relative à l'émetteur. Elle est utilisée par le destinateur pour informer le récepteur sur sa propre personnalité ou ses propres pensées : pour Jakobson, « elle vise à une expression directe de l'attitude du sujet à l'égard de ce dont il parle. Elle tend à donner l'impression d'une certaine émotion, vraie ou feinte ; c'est pourquoi la dénomination de fonction  « émotive », proposée par Marty s'est révélée préférable à « fonction émotionnelle ». La couche purement émotive, dans la langue, est présentée par les interjections ».
Jakobson donne pour exemple d'utilisation de la fonction expressive la répétition, quarante fois, de Segodnja večerom (« ce soir », en russe) par un acteur qui passait son audition chez Stanislavski. Chaque fois cet acteur devait varier l'intonation de ce soir selon une situation bien précise, imposée par Stanislavski ; pour que l'audition soit réussie, il fallait que l'auditoire reconnaisse chacune de ces situations « à partir des changements dans la configuration phonique de ces deux simples mots ».
Dans un contexte informatique, la fonction expressive pourrait être remplie par des méta-informations ou métadonnées exprimant l'état psychologique de l'agent émetteur.

### La fonction conative
C'est la fonction relative au destinataire. Elle est utilisée par l'émetteur pour que le récepteur agisse sur lui-même et s'influence. C'est évidemment une fonction privilégiée par la publicité.
Cette fonction trouve son expression grammaticale la plus pure dans le vocatif et l'impératif.
Cet aspect est lié à une autre approche, la théorie des actes de langage. Des formes grammaticales comme le vocatif ou l'impératif permettent l'instanciation de cette fonction, de la même manière que les verbes dits performatifs comme « demander », « affirmer », « proposer »..., ce pourquoi on l'appelle aussi parfois fonction « incitative ».

### La fonction phatique
La fonction phatique (fonction de mise en phase) est utilisée pour établir, maintenir ou interrompre le contact physique et psychologique avec le récepteur. Elle permet aussi de vérifier le passage physique du message.
Il s'agit de rendre la communication effective avant la transmission d'information utile et d'en confirmer la bonne réception. Ce sont les fonctions que remplissent par exemple le « Allô » d'une communication téléphonique, le « entendu » qui clôt un échange, ou les hochements de tête de l'interlocuteur attentif.

### La fonction métalinguistique
C'est la fonction relative au code, le dictionnaire, le mode d'emploi. Avant d'échanger des informations il peut être important que l'échange porte d'abord sur le codage utilisé pour le message. Ainsi les partenaires vérifient qu'ils utilisent un même code. Cette fonction consiste donc à utiliser un langage pour expliquer ce même langage ou un autre langage. On l'appelle parfois « traduction ».
Exemples :　« 日本語, c'est du japonais », « le verbe manger est un verbe du premier groupe », « quand il a parlé de Marie, c'est bien entendu de Marie Dupont qu’il voulait parler, et non de Marie Durand ».

### La fonction référentielle
Cette fonction du message est centrée sur le monde (un objet ou un évènement extérieur) : le contexte ou référent.
Le référent d'une communication peut être par exemple la table qui se trouve dans l’environnement des interlocuteurs (dans le même « contexte »), ou alors une culture, un pays.
C'est une fonction extrêmement utilisée puisque la plupart des discussions et des textes dans le monde contiennent une information.
Cette fonction décrit une réalité objective.
La fonction référentielle oriente la communication vers ce dont l'émetteur parle, vers le sujet sur lequel on informe, vers des faits objectifs, à savoir les référents (personnes, objets, phénomènes, etc.,) sans lesquels il n'y aurait pas de communication possible.
Cette fonction englobe les informations objectives que véhicule le message. Par exemple, l'énoncé de faits qui se produisent quelque part.

### La fonction poétique
Pour Jakobson, « la visée (Einstellung) du message en tant que tel, l'accent mis sur le message pour son propre compte, est ce qui caractérise la fonction poétique du langage. Cette fonction ne peut être étudiée avec profit si on perd de vue les problèmes généraux du langage [...]. La fonction poétique n'est pas la seule fonction de l'art du langage, elle en est seulement la fonction dominante, déterminante, cependant que dans les autres activités verbales elle ne joue qu'un rôle subsidiaire, accessoire ».
Il s'agit donc de mettre en évidence tout ce qui constitue la matérialité propre des signes, et du code. Cette fonction permet de faire du message un objet esthétique, même de façon minimale. Les efforts liés à l'euphonie et à l'ordre des mots concernent la fonction poétique. Le niveau de langue, le ton, la hauteur de la voix construisent aussi la fonction poétique d'un message oral.
Jakobson prendra donc pour premier exemple l'ordre des mots (forme d'euphonie) :
« Pourquoi dites-vous toujours Jeanne et Marguerite, et jamais Marguerite et Jeanne ? Préférez-vous Jeanne à sa sœur jumelle ? – Pas du tout, mais ça sonne mieux ainsi. » Dans une suite de deux mots coordonnés, et dans la mesure où aucun problème de hiérarchie n'interfère, le locuteur voit, dans la préséance donnée au nom le plus court, et sans qu'il ne se l'explique, la meilleure configuration possible du message. »
Mais Jakobson met très vite l'accent sur ce qui lui permet d'approcher par la suite la poétique, même si de toute évidence l'exemple concernant l'ordre des mots n'est pas sans rapport avec elle.
Jakobson évoque alors assonances et allitérations (l'affreux Alfred, I like Ike), toutes répétitions qui amènent à porter l'attention sur la forme du message ou à choisir cette forme plutôt qu'une autre. Mais Jakobson précise encore, avant de résumer ces six fonctions dans un schéma, que « l'étude linguistique de la fonction poétique doit outrepasser les limites de la poésie, et, d'autre part, l'analyse linguistique de la poésie ne peut se limiter à la fonction poétique. [Par exemple] la poésie épique, centrée sur la troisième personne, met fortement à contribution la fonction référentielle ; la poésie lyrique, orientée vers la première personne, est intimement liée à la fonction émotive ».
La fonction poétique permet aussi d'éviter des phrases écrites telles que les poules du couvent couvent, où le manque d'une certaine esthétique habituelle conduit à une difficulté de communication.

On peut aussi évidemment trouver des exemples de phrases esthétiques dans la littérature :
Je suis belle, ô mortels, comme un rêve de pierre, 
Et mon sein, où chacun s'est meurtri tour à tour, 
Est fait pour inspirer au poète un amour 

Éternel et muet ainsi que la matière. (Extrait de "la beauté" de Baudelaire)
La notion de fonction poétique n'est pas spécifique au domaine poétique, puisqu'elle concerne les communications quotidiennes et une certaine organisation implicite de la langue (ordre des mots, euphonie ou cacophonie). Mais elle eut un retentissement spectaculaire, dans le domaine de la critique littéraire.

## Verbal et non verbal
Un message est dit « verbal » lorsqu’il est fait dans une symbolique écrite ou orale, impliquant une concision et des normes communes (une langue, ou plus généralement un langage) le dépassant. Cela inclut l’écriture, la langue des signes, la voix... L’art de conceptualiser ce message dans un langage afin de minimiser les interférences est appelé rhétorique.

Il est dit « non verbal » lorsqu’il se base sur la compréhension implicite (culturelle souvent) de gestes, de couleur, ou d’odeur, non conceptualisé par un langage, formalisme le dépassant.

## Temporalité du message
Un message peut varier, exister ou non, suivant le temps. Un message qui existe non éphémèrement est dit « intemporel ». Par exemple, un message sur un forum (informatique). Un message éphémère est, lui, dit « temporel ». Par exemple, une discussion orale.

## Localisation du message
De même, un message peut être localisé (concentré à un endroit) ou alocalisé (disponible de plusieurs endroits / n'importe quel endroit).